# ペペ・サンチェス (キューバの音楽家)

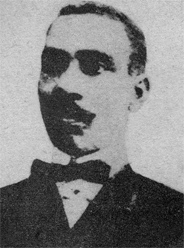
ぺぺ・サンチェス、キューバのボレロの創作者、初期のトロバドーレたちの師。1900年頃の写真を加工した画像。

ぺぺ・サンチェス（Pepe Sánchez、出生名：ホセ・ビバンコ・サンチェス・エチェベリーア José Vivanco Sánchez Hecheverría、1856年3月19日 - 1918年1月3日）は、サンティアーゴ・デ・クーバ生まれのキューバの音楽家、歌手、作曲家。「トローバ (trova)」スタイルの父、キューバのボレロを創作した人物として知られている。

## 経歴

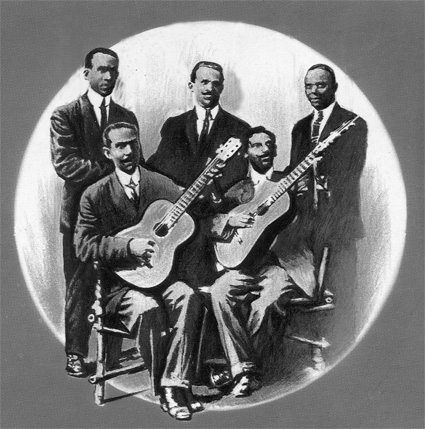
ぺぺ・サンチェス（向かって左側のギターを持つ人物）とエミリアーノ・ビエス (Emiliano Blez)、背後には3人の歌手たちが立っている。1910年のイラストレーション。

サンチェスはもともと仕立て屋であったが、後には銅山の共同所有者となり、ジャマイカのキングストンの織物業者のサンティアーゴ・デ・クーバにおける代表者となった。ムラートであったが、サンティアーゴにおける中流・上流階級の社交の場に出入りし、実業家として、音楽家としての業績によって認められ、受け入れられた。
ぺぺは、「ブフォ (bufo)」と呼ばれるキューバの喜劇の一座で若干の経験があったものの、正規の音楽教育は受けなかった。驚くほどの天性の才能によって、頭の中で多数の楽曲を生み出したが、それを書き記すことはなかった。その結果、彼の楽曲のほとんどは、永遠に失われた。ただし、2ダースほどの楽曲は、友人たちや弟子たちが書き取り、後世に伝えられた。彼が作った最初のボレロの曲「Tristezas」は今日でも知られている。彼はまた、まだラジオさえない時期に、広告宣伝のためのジングルを生み出した。彼は、後に続いたシンド・ガライ、ロセンド・ルイス、マヌエル・コロナ、アルベルト・ビラロンといった偉大なトロバドールたちのモデルであり、師匠であった。
この他、「Pobre artista」、「Rosa」( I / II / III)、「Cuando oí la expressión de tu canto」、「Cuba, mi patria querida」、「Caridad」、「Esperanza」、「Naturaleza」、「Himno a Maceo」などの作品がある。
彼が録音を残した音源が、1点伝わっている。
- La música de Pepe Sánchez. Siboney LD–315

## 遺されたもの
サンティアーゴ・デ・クーバでは、ぺぺ・サンチェスの誕生日に合わせて、フェスティバル・デ・ラ・トローブ・ぺぺ・サンチェス (Festival de la Trova "Pepe Sánchez") が開催されている。